# Spanskundervisning i Sverige
| Spanskundervisning i Sverige |
| --- |
| Spanska (inklusive verbformer) lärs ut på svenska skolor. - Betydelse – undervisning i Sverige på det spanska - Skolform – bedrivs som undervisning i moderna språk på grundskole- och gymnasienivå - Omfattning – läses av 1/4 av de svenska gymnasieeleverna (år 2014) |

Spanskundervisning i Sverige bedrivs och har bedrivits olika nivåer. Studier i spanska infördes i den svenska grundskolan i och med 1994 års läroplan men var redan tidigare möjligt på vissa skolor som extra tillval. Undervisningen i språket bedrivs inom ämnesformatet Moderna språk, där franska, spanska och tyska är de vanligast språken.

## Grundskolan och gymnasiet

### Översikt
I det svenska grundskole- och gymnasiesystemet bedrivs undervisning i spanska som ett "modernt språk". Moderna språk är bland annat franska, spanska och tyska och skiljs från klassiska språk som latin och grekiska.
Ämnet Moderna språk: spanska bedrivs i den svenska grund- och gymnasieskolan. och ska där behandla tre områden:
- Kommunikation
- Reception
- Produktion och interaktion.

Studier i Moderna språk är uppbyggda i sju steg, där kurserna bygger vidare på varandra från starten i grundskolan. Eleven kan fortsätta läsa samma språk som i grundskolan eller börja läsa ett nytt språk på gymnasiet. Nybörjarspråk på gymnasiet börjar med steg 1. Elever som har läst språket i grundskolan som språkval från årskurs 6 börjar på steg 3, medan elever som läst språket senare i grundskolan som elevens val börjar på steg 2.
Istället för ett modernt språk är det möjligt att inom språkvalet istället välja att läsa mer svenska eller svenska som andraspråk samt även engelska. Enligt grundskoleförordningen är det också möjligt för elever att välja att få undervisning i det egna modersmålet eller i teckenspråk. På de Humanistiska-, Ekonomiska-, Samhällsvetenskapliga- och Naturvetenskapliga programmen är modernt språk obligatoriskt.
Modernt språk ger meritpoäng från steg 3.

### Grundskolan
Spanska infördes som undervisning i den svenska grundskolan så sent som 1994, i och med Lpo 94. Den blev därmed grundskolans tredje moderna språk jämte franska och tyska. Redan dessförinnan gick dock spanska att läsa i grundskolan som extra tillval, om skolan anordnade detta.

### Gymnasiet
Spanska förekom tidigare som C-språk inom gymnasieskolan. Begreppen B- och C-språk inom det svenska skolväsendet utrangerades i samband med 1994 års nya läroplan, då begreppet moderna språk infördes.
På 2010-talet är spanskan det näst mest lästa främmande språket i den svenska gymnasieskolan (efter den obligatoriska engelskan). Av 84 000 avgångselever 2014 hade knappt 22 000 betyg i spanska, vilket motsvarade drygt 25 procent av alla avgångselever. Därefter kom tyska med knapp 12 000 elever och franska med drygt 9 000 elever. Studier i de här tre språken är obligatoriska i kursutbudet hos svenska gymnasieskolor.
Spanskastudier har blivit vanligare på gymnasiet på senare år. Flera omständigheter ligger bakom den här utvecklingen:
- svenskar reser numera oftare till länder där spanska talas[9]
- spanska är som modersmål större än franska eller tyska
- 2011 års gymnasiereform minskade elevernas individuella val

## Andra utbildningsformer
Studier i spanska bedrivs även i andra utbildningssystem i Sverige. Det kan läsas som modersmål (tidigare hemspråksundervisning), på universitetsnivå och som kurs inom folkbildningen.